# Zacharías Mavroidís
Zacharías Mavroidís (grec moderne : Ζαχαρίας Μαυροειδής), né le 7 novembre 1980 à Athènes en Grèce, est un cinéaste et scénariste grec.

## Filmographie

### Longs métrages
- 2011 : The Guide (Ο ξεναγός)
- 2018 : Across her Body (Στο σώμα της)
- 2019 : Defunct (Απόστρατος)
- 2024 : The Summer with Carmen (Το καλοκαίρι της Κάρμεν)